# Ternstroemia pachytrocha
Ternstroemia pachytrocha är en tvåhjärtbladig växtart som beskrevs av Clarence Emmeren Kobuski. Ternstroemia pachytrocha ingår i släktet Ternstroemia och familjen Pentaphylacaceae. Inga underarter finns listade i Catalogue of Life.